# Ильинка (Забайкальский край)
Ильинка — село в Читинском районе Забайкальского края России. Входит в состав сельского поселения «Новотроицкое». Основано в 1890 году.

## География
Село находится в восточной части района, на правом берегу реки Кручины, на расстоянии примерно 44 километров (по прямой) к востоку от города Читы. Абсолютная высота — 771 метр над уровнем моря.
Климат
Климат характеризуется как резко континентальный с продолжительной холодной малоснежной зимой и коротким тёплым летом. Среднегодовая температура воздуха составляет −4,3 — −2,5 °С. Средняя многолетняя температура самого холодного месяца (января) составляет −28 — −20 °С, температура самого тёплого (июля) — 15 — 18 °С. Среднегодовое количество осадков — 300—400 мм.
Часовой пояс
Село Ильинка находится в часовой зоне МСК+6. Смещение применяемого времени относительно UTC составляет +9:00.

## Население
| 2010 | 2021 |
| ---- | ---- |
| 379  | ↘314 |

Национальный состав
Согласно результатам переписи 2002 года, в национальной структуре населения русские составляли 100 % из 438 чел.

## Инфраструктура
Действуют неполная средняя школа, детский сад, Центр досуга, библиотека и фельдшерско-акушерский пункт.